# روبرت كونينغهام
روبرت كونينغهام هو سياسي كندي، ولد في 12 مايو 1836، وتوفي في 4 يوليو 1874. حزبياً، نشط في الحزب الليبرالي الكندي. وقد انتخب عضو مجلس العموم الكندي.